# Angelo Barovier
Angelo Barovier (dit aussi Angelum Venetum) (Venise, ? - Venise, 1461) est un maître verrier italien.

## Biographie
Issu d’une famille ayant une longue tradition de l’art du verre, Angelo Barovier en fut sans doute le membre le plus fameux, car il put réunir une tradition familiale avec une inventivité et créativité d’artiste et des connaissances scientifiques. Les sources documentées relatives à la biographie d’Angelo Barovier sont peu nombreuses. L’humaniste italien Ludovico Carbone dit de lui qu’il fut un grand producteur de vases cristallins (optimum artificem crystallinorum vasorum). Un autre fait révélateur de l’estime envers Angelo Barovier fut un décret de la république de Venise, édicté vers 1470, qui octroyait une concession exclusive pour la production d’un type de verre particulièrement fin, produit par le biais d’une technique nouvelle mise au point par Barovier et qu’il appela « verre cristallin » (vetro cristallino) ou « cristal de Venise » (cristallo di Venezia).
Sur demande du Filarète, l’architecte attitré des ducs de Milan, Barovier fut convoqué auprès de la cour milanaise aux fins de consultations quant à l’utilisation des meilleures pâtes de verre qui pourraient être utilisées dans le cadre de la construction de la Sforzinda, une cité idéale souhaitée par Francesco Sforza. Le Filarète a écrit « Ces verres seront exécutés par un ami qui s’appelle Maître Angelo de Murano et qui travaille le verre cristallin ».

## Origine
Le plus ancien membre connu de la famille Barovier est Jacobello, né vers 1295, et dont deux fils, Antonio et Bartolomeo, sont mentionnés dans des documents de 1348 en qualité de verriers. Un fils de Jacopo, lui aussi artisan-verrier, fut le père d’Angelo Barovier.